# Basshunter
Jonas Erik Altberg, também conhecido como Basshunter (22 de dezembro de 1984), é um cantor, produtor musical e DJ sueco. Melhor conhecido pelo seu hit "Boten Anna", "Vi sitter i Ventrilo och spelar DotA", "Now You're Gone" and "All I Ever Wanted". Basshunter, até agora, lançou 4 álbuns. Dois deles foram lançados no Reino Unido. Seu último single lançado foi "Northern Light", no dia 28 de Abril de 2012. Basshunter competiu no reality show Celebrity Big Brother de 2010, ficando em quarto lugar.

## Biografia

### Infância e início de carreira
Jonas Altberg viveu com os pais e o irmão mais novo em Tylösand, uma praia famosa da Suécia. Começou a produzir música com o programa de computador Fruity Loops. Em lançou o álbum The Bassmachine e The Old Shit, em 2006.

### 2006 - 2008:LOL
Seus interesses em música foram se aprimorando à medida que ele progredia. Depois de várias músicas de demonstração espalhadas pela Internet, começou a receber ligações de clubes e danceterias que o queriam contratar como DJ. Em abril de 2006, ele assinou seu primeiro contrato com a Warner Music Sweden. Ele lançou seu primeiro single, "Boten Anna", e se tornou um sucesso instantaneamente. "Boten Anna" foi a primeira música em língua sueca a se tornar a primeira colocada no Dutch Top 40. Em 2007, Altberg lançou o single "Now You're Gone", que era o ritmo de Boten Anna com letras em inglês, para alcançar o mercado internacional. A música ficou em primeiro no UK Singles Chart por 5 semanas.[carece de fontes?]
Álbum de estreia de Basshunter, LOL Foi lançado a 1 de Setembro de 2006 pela Warner Music. A edição de Natal/Internacional foi lançada a 22 de Dezembro de 2006, com as mesmas canções suecas do álbum original, mas com nomes traduzidos em Inglês,com uma ordem das faixas ligeiramente diferente, e com faixas bônus, incluindo o nunca antes lançado "Jingle Bells". A canção "Sverige" foi omitido da edição internacional.[carece de fontes?]

### 2008 - 2009:Now You're Gone: The Album
O segundo álbum de Basshunter, Now You're Gone - The Album, foi lançado a 14 de Julho de 2008. Cinco singles foram lançados desse álbum - "Now You're Gone", "All I Ever Wanted", "Angel in the Night", "I Miss You", "Walk on Water". O álbum apresenta remakes em inglês de êxitos antigos de Basshunter, e entrou no UK Albums Chart no número 1 o álbum também foi vendido 300 mil cópias num excesso do Reino Unido tornando-se platina. Na Nova Zelândia, o álbum alcançou o 1º lugar na quinta semana, e foi certificado ouro, depois de seis semanas de venda mais de 7500 cópias. O álbum foi certificado platina depois de 10 semanas de venda mais de 15000 cópias. O álbum esteve em 1º lugar durante 2 semanas. Uma edição especial do álbum Now You're Gone - The Album foi lançada em 5 de abril de 2009. O álbum continha algumas músicas presentes no álbum original remixadas por outros DJs.[carece de fontes?]
Quando Basshunter atingiu a marca de 100.000 amigos no MySpace, ele comemorou com o lançamento de "Beer in the Bar" e batendo-papo via webcam com seus amigos do MySpace através do MSN Messenger. Mais tarde, ele mencionou que seu computador havia travado devido ao alto número de pessoas com quem ele estava conversando.[carece de fontes?]

### 2009 - 2013:Bass Generation

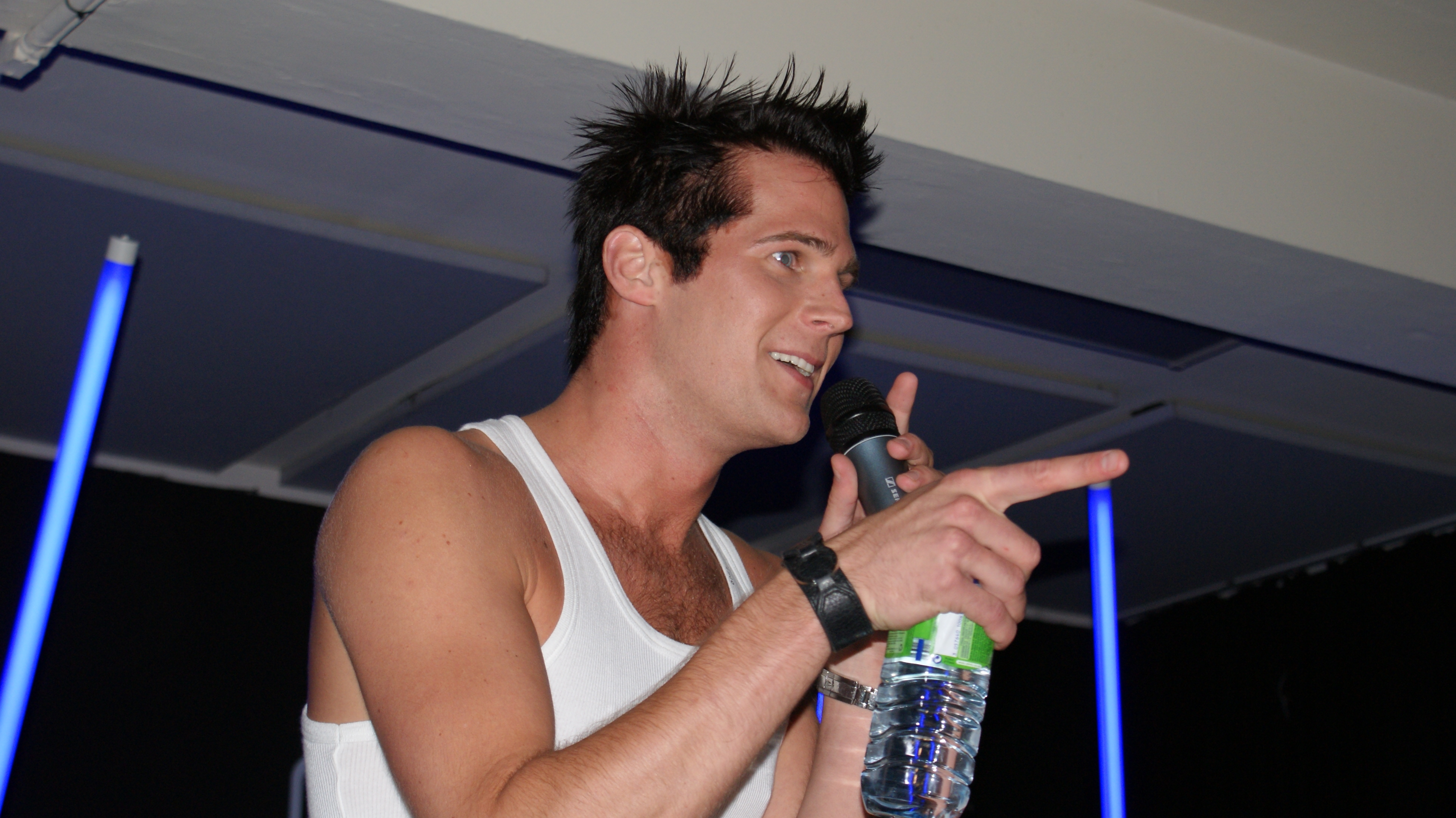
Basshunter (2009)

O terceiro álbum de Basshunter, Bass Generation, foi lançado a 28 de Setembro de 2009. No início de Setembro, antes do álbum foi lançado a música "Numbers", foi lançado ao público como um download gratuito através do oficial perfil Bebo de Basshunter. A data de lançamento do álbum acabou por ser deslocado para cima de uma semana por razões desconhecidas, a 28 de Setembro de 2009, junto com o single "Every Morning", que foi lançado 21 de Setembro de 2009. Para promover o álbum, Basshunter Album Artwork Competition foi criado a 10 de Agosto de 2009, em que os fãs poderiam fazer um projecto e colocar as suas próprias capas para o Bass Generation Album ao perfil de Bebo de Basshunter . O trabalho artístico vencedor seria assinado, posto em moldura e apresentado a eles por Basshunter na tour Generation Bass. A vencedora foi revelada a 11 de Setembro de 2009. Basshunter também estabeleceu na Bass Tour Generation a Outubro de 2009 em apoio ao álbum. A data de 10 shows no Reino Unido foi anunciado a 1 de Julho de 2009, com Fugative apoio de Basshunter. Os ingressos foram colocados à venda 3 de Julho de 2009.[carece de fontes?]
Em 2009, Basshunter lançou outro single chamado "I Promised Myself", no dia 30 de novembro.[carece de fontes?]
A 3 de Janeiro de 2010, Basshunter entrou na série de televisão do Reino Unido Celebrity Big Brother como um companheiro de casa, ele terminou em 4º lugar.[carece de fontes?]

### 2013 - presente:Calling Time
A 14 de Maio de 2010, foi anunciado que o primeiro single do álbum de Basshunter, próximo 4º álbum , intitulado "Saturday", teria uma primeira vez em directo na BBC Radio 1 com Scott Mills na mesma noite. A faixa foi reescrita por Thomas Troelsen, Engelina e Cutfather, e produzido por Troelsen e Cutfather. A melodia da canção é baseada na Reel 2 Reals "I Like to Move It". Basshunter realizou o único single a 4 de Julho de 2010 como parte do T4 On The Beach bem como realizou-o em Big Brother's Little Brother a 3 de Julho de 2010.[carece de fontes?]
Basshunter recentemente gravou uma música com a Ex-RBD Dulce María: "Wake Up Beside Me", que estará em seu próximo disco. As partes em espanhol foram adaptadas pela mexicana.[carece de fontes?]

## Prisão
Em 15 de dezembro de 2010, Altberg foi acusado pela polícia sobre uma suposta agressão sexual em duas fãs em um show em uma boate em Fife , na Escócia. Ele foi libertado sob fiança e voltou para a Suécia. Seu empresário insistiu no momento em que as acusações eram "totalmente falso".  Atender uma audiência na Kirkcaldy Sheriff Court em 12 de janeiro de 2011, Altberg negado duas acusações de agressão sexual contra duas mulheres.  Foi alegado que ele agarrou o primeiro a pelos cabelos e empurrou sua cabeça para sua virilha, enquanto o segundo empurrou em direção a sua virilha e depois inclinou-se. Ele foi ainda acusado de puxar a saia da mulher do segundo.  Em 14 de junho 2011, ele foi considerado inocente em Kircaldy Sheriff Court com o delegado descrevendo os dois acusadores como "nem credibilidade ou de confiança"  e testemunho sua como "cheio de inconsistências e improbabilidades".[carece de fontes?]

## Discografia
- Discografia de Basshunter

Álbuns de estúdio
- 2004: The Bassmachine
- 2006: LOL
- 2008: Now You're Gone - The Album
- 2009: Bass Generation
- 2013: Calling Time